# Robert I van Bar
Robert I van Bar (8 november 1344 - 12 april 1411) was van 1352 tot 1354 graaf van Bar en van 1354 tot aan zijn dood hertog van Bar en markgraaf van Pont-à-Mousson. Hij behoorde tot het huis Scarpone. 

## Levensloop
Robert I was de tweede zoon van graaf Hendrik IV van Bar en Yolande van Dampierre, dochter van Robrecht van Dampierre, heer van Marle en Kassel.
Na het overlijden van zijn oudere broer Eduard II werd Robert in 1352 op zevenjarige leeftijd graaf van Bar. Het was  de bedoeling dat zijn moeder Yolande het regentschap voor hem waarnam, maar dat lag moeilijk omdat Yolande van plan was om te hertrouwen met Filips van Navarra, de graaf van Longueville. Filips claimde namelijk de Franse troon, die bezet werd door koning Jan II van Frankrijk, de feodale leenheer van het graafschap Bar. Vervolgens liet Johanna van Bar, een oudtante van Robert, aan Jan II weten dat ze bereid was om het regentschap van het graafschap Bar op zich te nemen. Op 5 juni 1352 verklaarde het Parlement van Parijs dat het graafschap Bar onder de controle van de koning stond, waarna Jan II op 27 juli van dat jaar Johanna van Bar aanstelde als regentes. Yolande nam ontslag als regentes, maar keerde kort daarna terug op haar beslissing en stuurde troepen om Johanna te bekampen. Uiteindelijk werd Yolande op 2 augustus 1353 door koning Jan II van Frankrijk gedwongen om het regentschap op te geven.  
In 1354 werd het graafschap Bar door Jan II verheven tot hertogdom. Hetzelfde jaar werd een van de bezittingen van Robert, Pont-à-Mousson, door keizer Karel IV tot markgraafschap verheven. De hertogelijke titel van Robert werd door keizer Karel IV en zijn opvolgers erkend, waardoor hij stemrecht kreeg in de Rijksdag. Het is niet duidelijk of hij pair van Frankrijk werd na zijn benoeming tot hertog van Bar.
De Franse nederlaag bij de Slag bij Poitiers en de gevangenneming van koning Jan II van Frankrijk ontnamen de steun van Jan aan Johanna van Bar en het liet Yolande de weg vrij om het regentschap van Robert opnieuw op zich te nemen. In december 1356 werd hij geridderd, waarna hij op 8 november 1359 volwassen werd verklaard. Op 9 mei 1364 was hij aanwezig bij de kroning van koning Karel V van Frankrijk in Reims, net als bij de kroning van koning Karel VI van Frankrijk op 4 november 1380. Tijdens de regering van koning Karel V vocht hij mee in de Honderdjarige Oorlog: zo nam hij in 1374 deel aan de militaire campagne die de Engelsen uit Normandië moest verdrijven.
In 1401 stond Robert het hertogdom Bar af aan zijn jongere zoon Eduard III, maar tot aan zijn dood behield hij het vruchtgebruik van het hertogdom. Hij schond hierdoor de erfrechten van zijn kleinzoon Robert, de zoon van zijn inmiddels overleden oudste zoon Hendrik. De jonge Robert probeerde dit tevergeefs tegen te houden door een zaak aan te spannen bij het Parlement van Parijs, die van 1406 tot 1409 liep. 
Omdat de Franse koning Karel VI krankzinnig was, stond hij onder de controle van hertog Lodewijk I van Orléans en hertog Jan Zonder Vrees van Bourgondië. Robert steunde Lodewijk van Orléans en nadat die in 1407 werd vermoord, was Robert meer en meer geneigd om in zijn hertogdom te blijven. Aan het einde van zijn leven leed hij aan jichtaanvallen die hem verhinderden om nog langer te stappen. Robert stierf in april 1411 op 66-jarige leeftijd.

## Huwelijk en nakomelingen
In 1364 huwde Robert met Maria (1344-1404), dochter van koning Jan II van Frankrijk. Ze kregen elf kinderen:
- Hendrik (1362-1397), markgraaf van Pont-à-Mousson en heer van Marle
- Yolande (1365-1431), huwde in 1380 met koning Jan I van Aragón
- Lodewijk I (1370/1375-1430), bisschop van Verdun, kardinaal en hertog van Bar
- Filips (1372-1396), sneuvelde in de Slag bij Nicopolis
- Karel (1373-1392), heer van Nogent-le-Rotrou
- Maria (1374-?), huwde in 1384 met markgraaf Willem II van Namen
- Eduard III (1377-1415), hertog van Bar
- Yolande (overleden in 1421), huwde in 1400 met hertog Adolf van Gulik-Berg
- Jan (1380-1415), heer van Puisaye, sneuvelde in de Slag bij Agincourt
- Bonne (overleden in 1436), huwde in 1393 met graaf Walram III van Luxemburg-Ligny
- Johanna (overleden in 1402), huwde in 1393 met markgraaf Theodoor II van Monferrato